# Sibel Özkan
Sibel Özkan (Afyonkarahisar, 3 marzo 1988) è una sollevatrice turca.
Il 9 agosto 2008 ha conquistato la medaglia d'argento alle Giochi olimpici di Pechino 2008 nella categoria fino a 48 kg del sollevamento pesi sollevando 199 kg.
Il 22 luglio 2016, in seguito ad un ricontrollo sui campioni prelevati ai Giochi di otto anni prima, è risultata positiva allo stanozololo ed è stata quindi costretta a riconsegnare la medaglia d'argento.